# Daniel Percheron (écrivain)
Pour les articles homonymes, voir Percheron (homonymie).
Ne doit pas être confondu avec Daniel Percheron.
Daniel Percheron est un écrivain français né en 1946.

## Biographie
Dans Les Jeux de la mémoireDaniel Percheron donne quelques indications sur son enfance et ses origines familiales. Il a vécu à Orleans mais sa famille est originaire de Sully sur Loire. Il est issu d'un milieu de petits commerçants. Son arrière grand père était pâtissier, l'une de ses grands-mères tenait le Café de l'Abattoir.
Après des études secondaires à Orleans, il s'installe  à Paris dans les années 1960. Daniel Percheron poursuit ses études supérieures à l'université de Paris 1. Il y soutiendra en 1976 une thèse de 3e cycle Essais sur le récit au cinéma sous la Direction de Roland Barthes dont il deviendra ensuite le secrétaire 
La Revue Communications est créée en 1961 par Georges Friedmann, Edgar Morin, et Roland Barthes qui en sera le rédacteur en chef entre 1975 et 1980. Daniel Percheron sera le directeur de la publication  de 1976  jusqu'en 2011.

## Publications

### Ouvrages
- Dictionnaire des idées épinglées, Paris, Éditions Le Dernier Terrain Vague, coll. « Le Livre mouche », 1979, 84 p.  (ISBN 2-86219-012-8)
- Flavie Levure, ill. de Christian Vassort, Paris, Éditions la Colonie des griffons-Abbeville, 1998, 31 p.  (ISBN 2-910708-30-6)
- L’Air de Paris, Paris, Éditions Zulma, coll. « Grain d'orage », 1998, 130 p.  (ISBN 2-84304-051-5)
- Guipure et Manille, Paris, Éditions Zulma, coll. « Grain d'orage », 1999, 141 p.  (ISBN 2-84304-079-5)
- Vachement meuh-meuh, Paris, Le Passage, 2001, 87 p.  (ISBN 2-84742-000-2)
- L’Écho du Val, Paris, Le Passage, 2002, 173 p.  (ISBN 2-84742-010-X)
- Bruits de langue, Paris, Le Passage, 2007, 153 p.  (ISBN 978-2-84742-096-8)
- Notes de bar, Paris, Le Passage, 2008, 131 p.  (ISBN 978-2-84742-123-1)
- Dialogues avec mon chat, des. de Julien Levy, Paris, Le Passage, 2010, 132 p.  (ISBN 978-2-84742-157-6)
- Les Jeux de la mémoire, Paris, Le Passage, 2012, 176 p.  (ISBN 978-2-84742-196-5)[1]
- Le Bruit des mots, Paris, Le Passage, 2019, 144 p.  (ISBN 978-2-84742-411-9)

### Articles
- « Notes du soir sur l’écriture de Barthes », Chimères. Revue des schizoanalyses,‎ année 1991 n° 13, p. 91 - 107 (lire en ligne)
- « Aller au Cinéma », Communications,‎ février 2012, pages 129 à 134 (lire en ligne)
- « Coté Court », Ethnologie française,‎ janvier 2004, Volume 34 pages 104 à 106 (lire en ligne)
- « De quelques passages », Communications,‎ 2000 / 70 (lire en ligne [165 /182])
- « De quelques créatures », Communications,‎ 1995 / 60, p. 155 à 164 (lire en ligne)
- « Les années Teppaz », Communications,‎ 1994 / 59, p. 199 - 209 (lire en ligne)
- « Le genre et le support », Communications,‎ 1994 / 58, p. 119 / 127 (lire en ligne)
- « Rire au cinéma », Communication,‎ 1975 / 23, p. 190 / 201 (lire en ligne)
- « Arrêts sur l'image », Communications,‎ 1975 / 19, p. 195 / 200 (lire en ligne)

### Adaptation
- (en) Jonathan London (trad. Daniel Percheron , Clémence Guibout), Chat Saxo [« HIP CAT »], Paris, La Colonie des Griffons, 1995, 32 p. (ISBN 2-910708-12-8, présentation en ligne), p. 32
- (en) Candace WHITMAN (trad. Daniel Percheron), Joli le jaune [« Yello and you »], Abbeville, La Colonie des Griffons, 1998 (ISBN 2-910708-40-3, présentation en ligne)
- Le bleu parbleu, Abbeville, La Colonie des Griffons, 1998, non paginé  [29] (ISBN 2-910708-38-1, présentation en ligne)
- (en) Nina Laden (trad. Daniel Percheron), L'affaire du caméléon disparu : Jim Iguane Détective [« The case of the missing chameleon »], Abbeville, La Colonie des Griffons, 1996, non paginé [23] (ISBN 2-910708-22-5)
- (en) Lorna Philipot et Graham Philipot, Anthony, l'as des fourmis [« Amazing Anthony ant »], Abbeville, La Colline des Griffons, 1996, Non paginé [22] (ISBN 2-910708-16-0)
- (en) Graham Philipot (trad. Daniel Percheron  Clémence Guibout), Les Troglobytes : Chaos à Computer City [« The Troglobytes, there's chaos in Computer City »], Abbeville, La Colionie des Griffons, 1997, Non paginé [21] (ISBN 2-910708-41-1, présentation en ligne)
- (en) Sally Gardner (trad. Daniel Percheron  Clémence Guibout), Le livre des princesses : Les cinq plus belles histoires [« A book of princesses »], Abbeville, La Colonie des griffons, 1997, 92 p. (ISBN 2-910708-31-4, présentation en ligne)
- (en) Peter Turnley (trad. Daniel Percheron), Parisiens, Abbeville, 2000, 168 p. (ISBN 2879462037, présentation en ligne)